# Mulheres na Idade Média
As Mulheres na Idade Média, além de exercerem o papel tradicional dito pela sociedade de esposas, mães e filhas, também  se ocupavam de diversos outros papéis sociais. Muitas mulheres tinham uma profissão e até conduziam alguma forma de negócio sem a tutela de seus maridos, de forma autônoma. Por exemplo, os registros documentais de Paris do século XIII apresentam mulheres professoras, médicas, boticárias,  tintureiras, copistas, miniaturistas,  encadernadoras, arquitetas, mas também alguns papéis de liderança importantes, tais como abadessas e rainhas. Além disso, as mulheres tinham direito de voto nas comunas burguesas. Muitas forças sociais influenciaram o papel da mulher nesse período, mas a força que guiava toda a população medieval era a Igreja Católica Romana, com o seu predomínio cultural e religioso sob a mentalidade popular. A Igreja foi uma grande influência unificadora da cultura na Idade Média, com o ensino da cultura latina, preservação da arte e da escrita e uma administração que se estabelecia por um estatuto criado após a queda do Império romano (em 476), em que havia uma maior predominância do direito canônico, aplicado pelos bispos.
A partir do século XII a imagem de Maria se impõe na sociedade medieval, através do culto mariano que tem início no século XI no Ocidente. Essa intensa valorização da imagem de Maria na Idade Média intensificou a presença e a promoção feminina na religião.
Houve muitas mulheres entre os mártires. Desde muito cedo muitas foram eleitas como santidades, mas durante os primeiros séculos da Idade Média, o modelo masculino de santidade predominava na figura dos bispos, sendo os santos desse período, em sua maioria, esses homens de fé.Outros aspectos influenciaram muito a vida feminina, como a baixa expectativa de vida, especialmente na Alta Idade Média, e a ascensão das guildas ou corporações de ofício, entre a Idade Média Central e a Baixa Idade Média, as quais tornaram-se predominantemente masculinas ao final do tempo medieval.

## O casamento e o papel da mulher na família
No judaísmo, a mulher era quase totalmente subordinada ao marido. No paganismo romano, porém, o sistema era um pouco mais complexo: anterior ao modelo cristão, e precedeu o rito medieval, visto que a mulher romana tinha o status de uma menor, não podendo  participar e cumprir determinados atos jurídicos sem a permissão do marido. Todavia, a civilização romana  desenvolveu um conceito igualitário para essa união com a designação "Ubi Gaius tu Gaia" , "onde sou Gaius, tu és Gaia".
Teoricamente o casamento na Idade Média, de forma geral, ocorria quando as mulheres ainda eram muito jovens em relação a seus maridos, o que forjava um domínio completo do esposo, conduzindo numa perda dos direitos legais que a mulher possuía quando solteira. Mas, ao se casar a mulher tornava-se responsável pela manutenção de seu lar, sendo essa sua principal atribuição e obrigação. Santo Agostinho expressava em três palavras o propósito do casamento: prole, a fidelidade e o sacramento. No entanto, a composição da família e o casamento variou de região para região, de local para local, sendo muito relativo, muitas camponesas solteiras ou casadas eram chefes ou anciãs de suas aldeias, a situação da mulher frente ao homem era igualitária nas classes populares como os camponeses. Uma serva trabalhava tanto quanto um servo e uma mulher da taverna urbana ou a burguesa tinha tanta preocupação em fechar balanços positivos e vigiar tratos com agiotas ou com a guilda, quanto seu marido.

Para o medievalista Georges Duby, o dever mais importante do chefe da família era vigiar e possuir o controle sobre a vida das mulheres que viviam sob sua tutela, tendo total liberdade para tomar decisões sobre suas vidas. Assim, a condição feminina na Idade Média sempre foi transmitida como uma condição de 'submissão' em relação aos homens, pelo menos entre a aristocracia feudal.

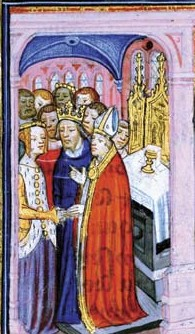
Imagem de um típico casamento medieval. Aqui são retratados o rei Luís VII de França, e a duquesa Leonor da Aquitânia

Contudo, Régine Pernoud apresenta uma opinião contrária, e entende que o chefe da casa possuía a autoridade para colocar em prática suas funções como marido e pai; todavia, não possuía sobre a mulher e os filhos um poder ilimitado. Segundo esse ponto de vista, a mulher cooperava tanto na organização da comunidade em que vivia quanto na educação de seus filhos, entretanto cabia ao marido o sustento da família. Mas, na ausência do marido a mulher tornava-se a chefe do lar, e caso a mulher falecesse sem herdeiros, seus bens pessoais regressariam para sua família de origem.

## O ensino
A família medieval mostrava-se menos inclinada em instruir suas filhas, embora no século XIV sejam observadas, por exemplo, crianças de ambos os sexos em instituições de ensino em Florença. Contudo, as damas da sociedade constituíam um situação exclusiva, já que suas responsabilidades sociais condiziam com um certo nível de educação e cultura. Por isso, sabiam ler e escrever, muitas de forma perfeita e algumas até dominavam o latim e o grego.
As moças eram separadas dos rapazes e frequentavam estabelecimentos de ensino particular, que podiam ser em menor quantidade, mas os estudos ocorriam de forma muito ativa. A abadia de Argenteuil, onde foi educada Heloísa de Cluny, ensinava às moças as Sagradas Escrituras, as letras, a medicina e mesmo a cirurgia, sem contar o grego e o hebraico. Entretanto, fora do meio privilegiado, a formação feminina era orientada antes de mais nada pelas compreensões do casamento, dos filhos, das responsabilidades e da vida privada. As mulheres deviam ser educadas para serem mães zelosas, educadoras da moral e da fé e exemplos para suas filhas, sendo a figura materna a verdadeira depositária dos valores privados.

## Cuidados pessoais

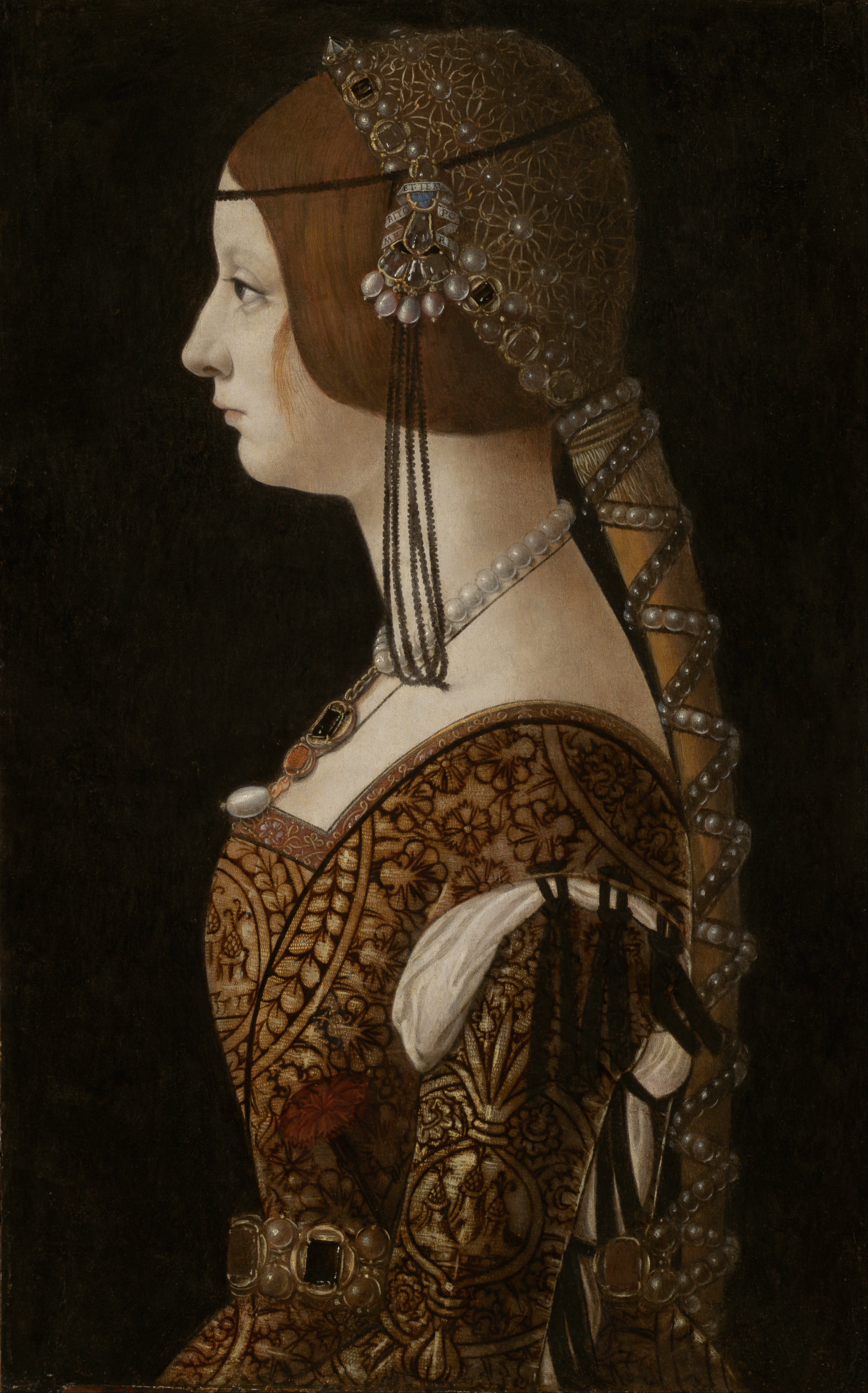
Imagem de 1493, de Branca Maria Sforza, imperatriz do Sacro Império Romano-Germânico, representando uma dama medieval com vestuário luxuoso e cabelo trançado.

A longa cabeleira feminina na Idade Média era vista como um atributo sexual, e por isso era necessário discrição. A presença dos longos cabelos era tida como um véu natural, necessário às mulheres para demonstrar-lhes sua inferioridade nativa, sua sujeição. Assim, o cuidado com seus longos cabelos deveria ser um hábito íntimo legado ao quarto. E, quando fossem sair as ruas deviam prendê-los numa trança, já que na época o cabelo solto tinha um poderoso efeito erótico. Só as mulheres que viviam da prostituição mantinham seus cabelos soltos. Mulheres que não eram mais meninas, principalmente as casadas, ao estarem em público deviam encerrar suas tranças numa touca.

## Os trajes
Usualmente, as mulheres medievais da elite usavam roupas que seguiam a linha do corpo, com um busto muito justo e amplas saias. O corpete ficava por dentro de uma camisa de tecido, e as mangas eram por vezes duplas, as primeiras - traje de cima- nos cotovelos, e as de baixo, de tecido mais simples, indo até aos pulsos. O pescoço era sempre bem destacado, enquanto as saias arrastavam pelo chão, presas por um cinto onde por vezes sobressaia uma fivela de joalheria.
A diversidade dos trajes luxuosos não deixou de aumentar ao longo das gerações. A qualidade dos tecidos tornou-se mais refinada com o uso de uma seda mais rica. Os guarda-roupas foram ficando mais variados. A partir de uma análise dos inventários que nos restam das famílias da Idade Média, podemos concluir que as mulheres da aristocracia estavam cada vez mais habilitadas, no século XV, a marcar sua posição por meio da maneira como se vestiam. Desse modo, a forma ostensiva como o vestuário feminino era exibido em público, tornou-se a maneira de caracterizar a situação social da família a que pertenciam. O vestuário feminino foi um meio de valorização da imagem das mulheres medievais, e, simultaneamente, uma forma de liberação e de represália contra a sua subordinação pessoal.

## O quarto

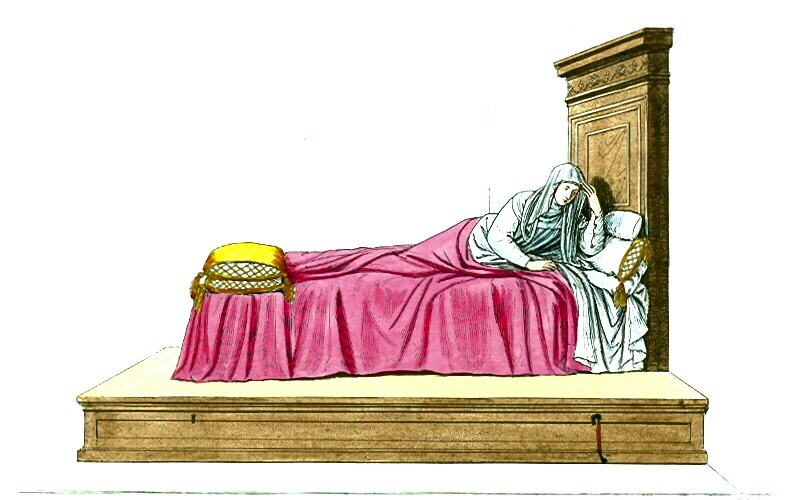
Dama medieval deitada em sua cama.

O  quarto foi o espaço indicado para aprisionar as damas medievais - as senhoras bem-nascidas. Além de sujeitá-las em seus aposentos, era necessário ocupá-las, pois o ócio era tido como um perigo a natureza feminina. Por isso, o tempo tinha de ser dividido entre oração e trabalhos manuais ligados à costura. No quarto, fiava-se e bordava-se na companhia das outras mulheres da casa, e das mãos femininas vinha a produção dos enfeites da casa e do quarto, além de peças do próprio vestuário.
A sociedade doméstica era marcada por uma separação nítida entre o masculino e o feminino, e o encontro, no interior da morada, entre o senhor e a dama tinha uma única função: a fecundação. Porém, vários outros encontros se produziam nesse ambiente, com outros propósitos. Apesar de uma tentativa de delimitar os espaços pré-destinados às mulheres dentro de uma separação nítida entre masculino e feminino, e reafirmar que existia uma constante vigilância sobre elas, muitos encontros ilegítimos se consumavam ali. Essa situação gerava uma preocupação para o senhor, visto que a manutenção da honra era assunto masculino, público, mas que dependia essencialmente do comportamento das mulheres, isto é, do privado.

## A prostituição

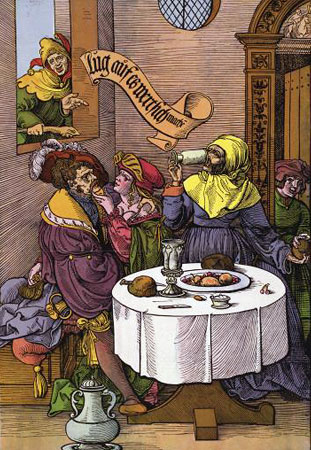
Imagem medieval que ilustra a prostituição.

A maior forma de marginalidade feminina na Idade Média era a prostituição, que em quase todos os casos começava por volta dos 17 anos, mas um terço delas se vendia antes dos 15 anos. A metade havia sido submetida mediante violência (27% eram vítimas de violações públicas) e cerca de uma quarta parte havia sido prostituída pelas suas famílias ou arrastada à prostituição pelo caráter repulsivo do ambiente familiar. 15% das mulheres parecem ter vendido o corpo por iniciativa própria e sem qualquer coerção.

## O retorno do direito romano
A aplicação do direito romano, também conhecido como Corpus Juris Civilis ou código de Justiniano I, modificou a estrutura social medieval. A mulher foi uma das mais afetadas, pois a influência e o uso do Corpus Juris Civilis, foram minando a liberdade feminina, o que conduziu a um declínio de sua ocupação social no período. O direito romano foi bastante estudado e utilizado pelos que detinham propriedade e poder. O ressurgimento do direito romano foi um regresso às origens romanas, em relação ao direito consuetudinário medieval, e, segundo Régine Pernoud, configurava-se em uma perda, em especial para as mulheres, pois o direito consuetudinário baseado no uso e costumes, permitia à mulher conservar o que lhe pertencia antes do matrimônio, e a educação dos filhos era exercida em parceria pelo pai e a mãe, por exemplo. O estatuto da mulher dentro da Igreja era similar ao da sociedade civil; no entanto, aos poucos também foi sendo modificado, principalmente no fim da Idade Média e início da Idade Moderna.
A liberdade feminina vai se restringindo na medida em que o direito romano, na figura do pater familias, -chefe do lar-  tem poder sobre a vida e a morte da mulher e dos filhos. As mulheres passam a estar sob a proteção dos pais e, depois de casadas, dos maridos. A maioridade aumenta para os 25 anos, e sequencialmente, aumenta o tempo de influência dos pais sobre os filhos. No período medieval, o pai administrava uma família, mas não detinha poder supremo sobre ninguém dela. A tarefa de proteção, educação dos filhos e administração dos bens, era desempenhada de maneira conjunta por pai e mãe. Com as mudanças advindas do retorno do direito romano, a situação muda radicalmente. Foi somente no fim do século XVI, por um decreto do Parlamento Francês de 1593, que a mulher foi claramente afastada de sua participação em funções públicas naquele país. Assim, a presença e atuação feminina foi se limitando ao lar e a educação dos filhos.

## Personagens de importância histórica

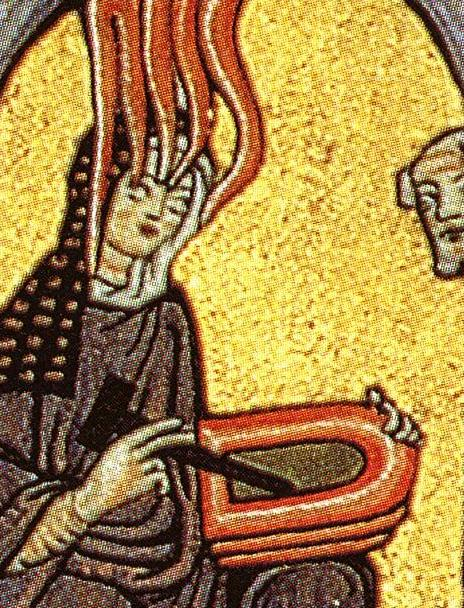
Hildegarda de Bingen
recebendo a inspiração divina.

Abadessas como Hildegarda de Bingen (1098 - 1179) e Herrad de Landsberg (1130 - 1195), ambas contemporâneas no século XII, desenvolveram-se nos campos teológicos e científicos com maestria. A segunda, Herrad de Landsberg, escreveu a enciclopédia mais conhecida do século XII com o título Hortus Deliciarum , "Jardim de Delícias", fornecendo a síntese mais segura sobre as técnicas das ciências estudadas no período.

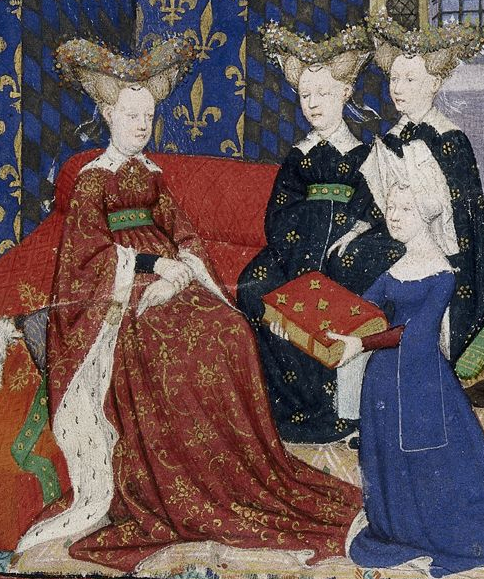
Cristina de Pisano presenteia a rainha Isabel da Baviera com o seu livro.

Cristina de Pisano (1364 - 1430), poetisa e filósofa, autora do livro A Cidade das Mulheres, recusou-se a aceitar a exclusão das mulheres nas universidades da França, no século XIV, reivindicando uma educação mais completa e acessível a todas as mulheres. Ela desenvolveu dois assuntos fundamentais para a sociedade contemporânea e para o pensamento feminista: a necessidade da educação feminina e a aspiração a uma sociedade pacífica.
Rainhas como Leonor da Aquitânia (1122 - 1204) e Branca de Castela (1188 - 1252), avó e neta, exerceram amplas funções reais, dominando seus reinos devido a ausência dos respectivos maridos e reis, assumindo o reinado com poder ilimitado. A imperatriz Adelaide da Itália desempenhou importante papel político junto ao marido Oto I e após viuvar assegurou o trono para seu filho Oto II. Teofânia Escleraina, a nora de Adelaide, deu continuidade a esta influência no cenário político apesar das dificuldades pelo fato de ser estrangeira e quando viuvou, foi ajudada pela sogra a assegurar o trono para seu filho Oto III. Ambas também incentivaram as artes na corte do império.
No final do período medieval Isabel I de Castela e o marido Fernando II de Aragão, conhecidos como os Reis Católicos, concluíram a Reconquista da Espanha, financiaram a viagem de Cristóvão Colombo, iniciaram a inquisição espanhola que expulsou, converteu ou reprimiu os judeus e islâmicos que viviam no Reino de Aragão.

## Representações medievais de atividades femininas

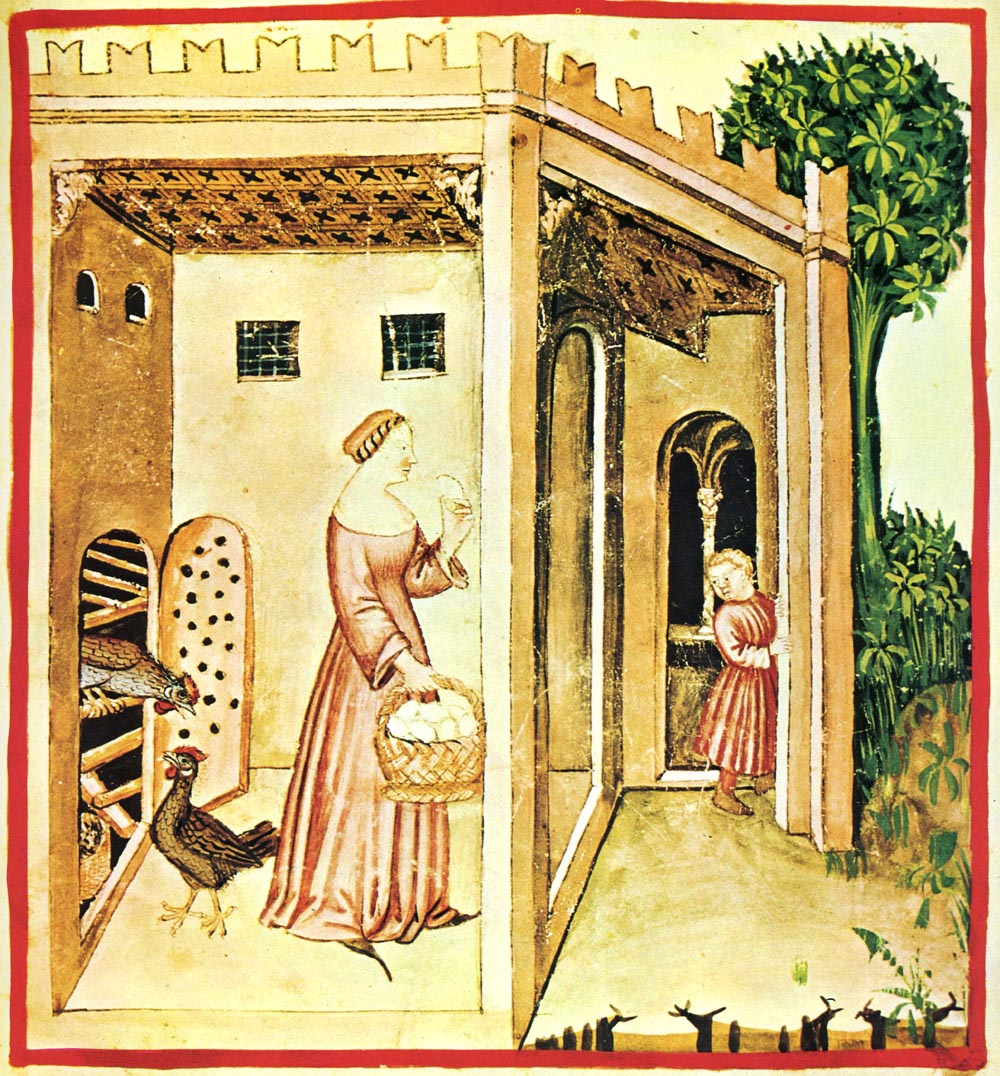
Mulheres coletando ovos.
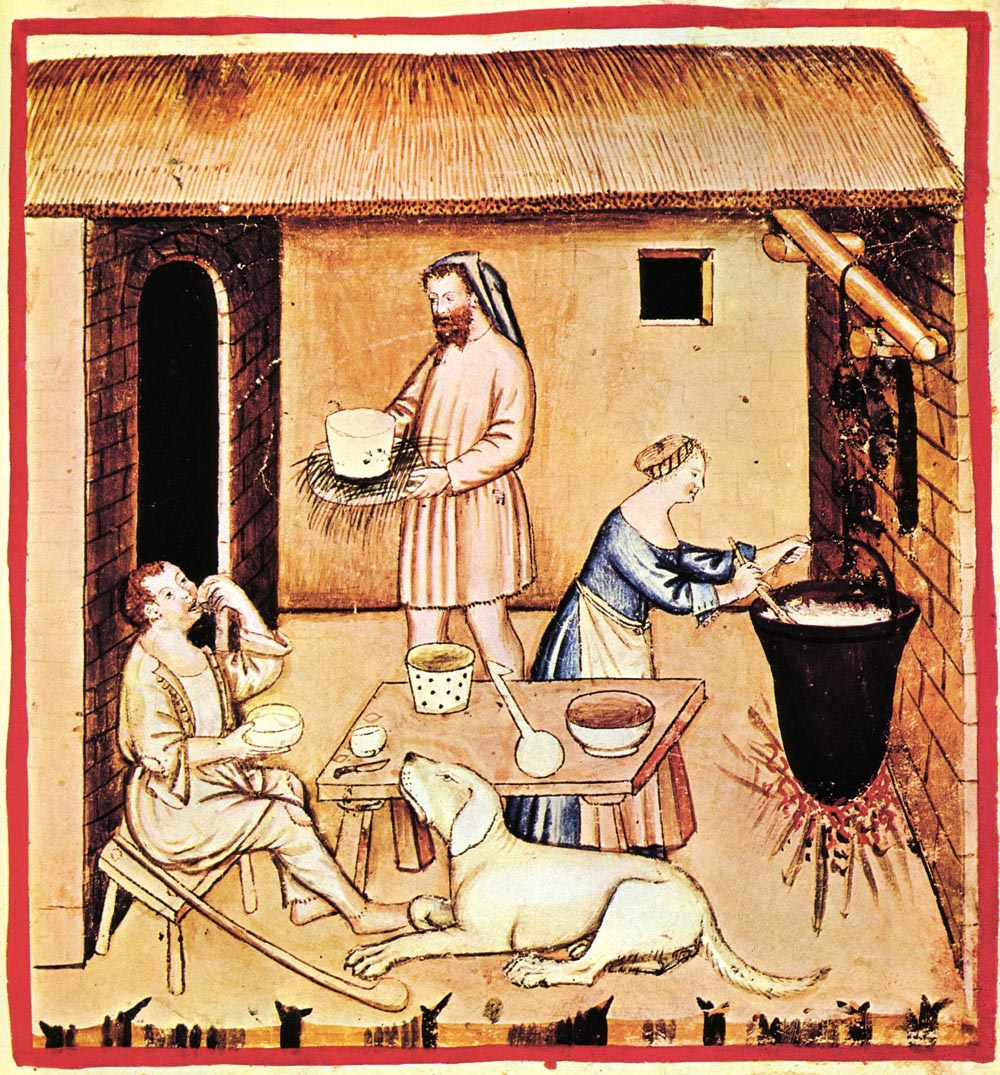
Mulheres preparando queijo.
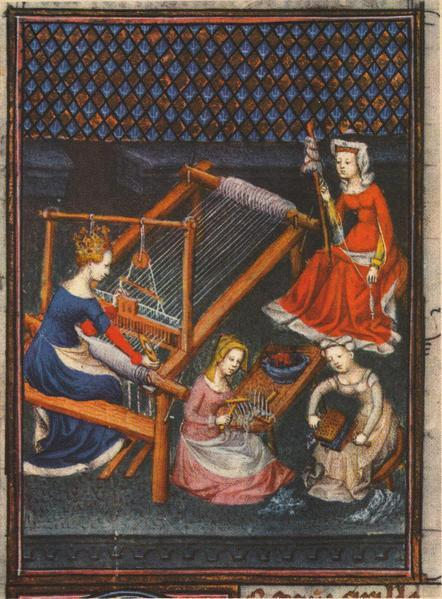
Obra do século XV que apresenta mulheres tecendo.
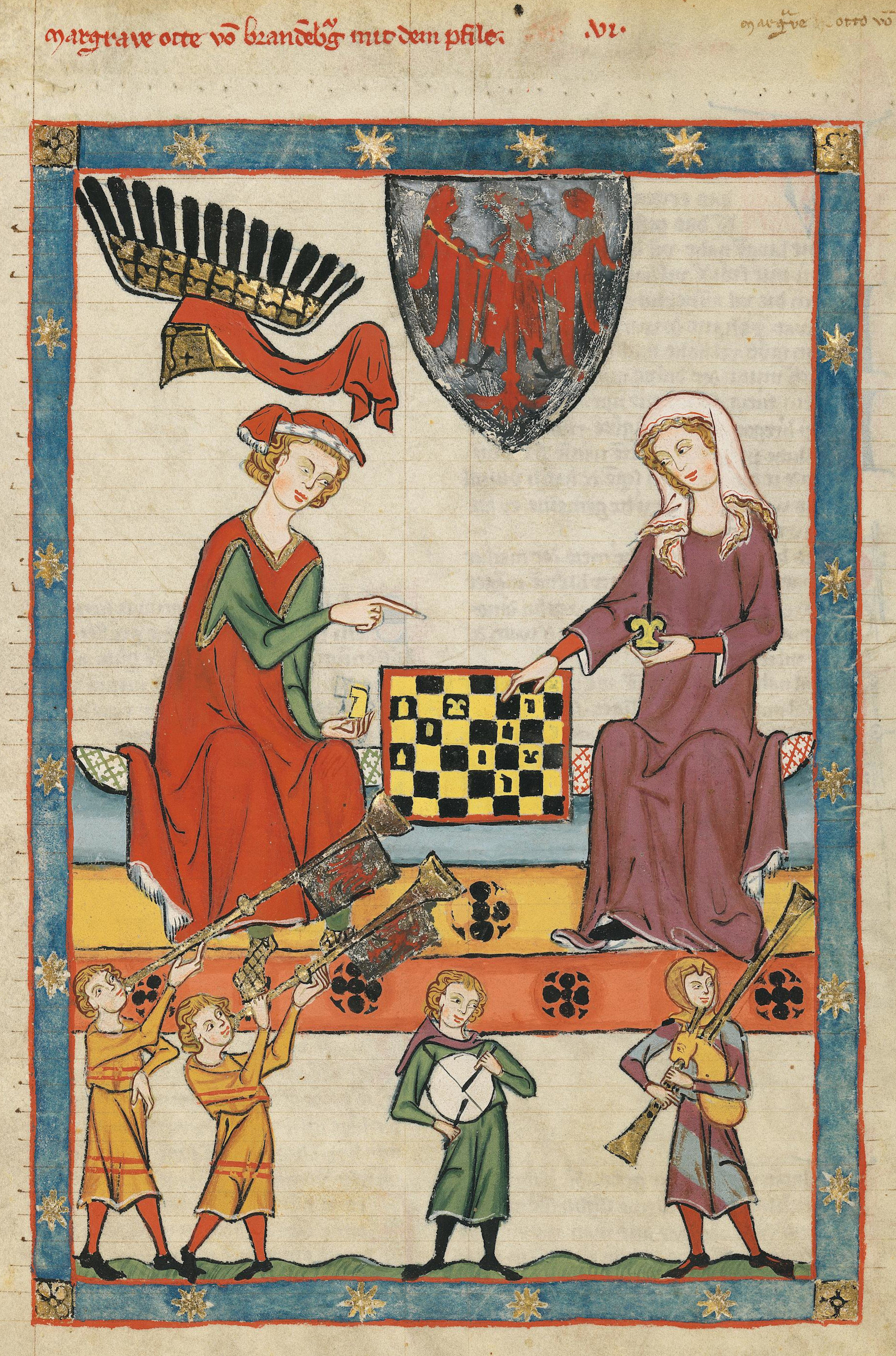
Ilustração do Codex Manesse com Otão IV jogando xadrez com uma dama (c.1320).
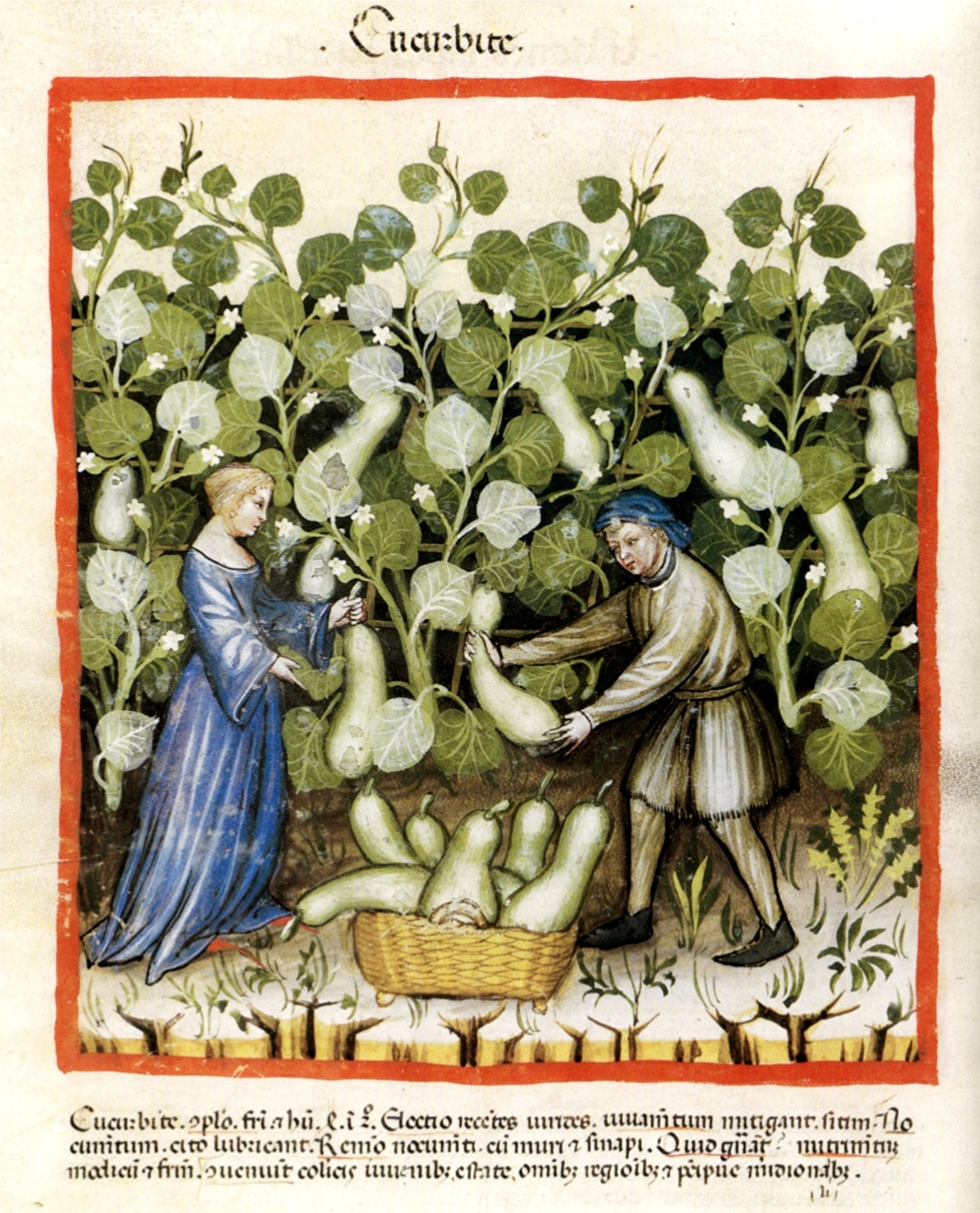
Com um homem, mulher colhendo frutos numa plantação.
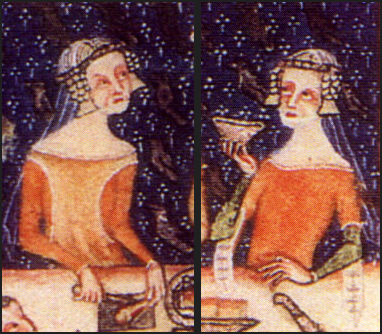
Detalhes de duas mulheres jantando juntas.
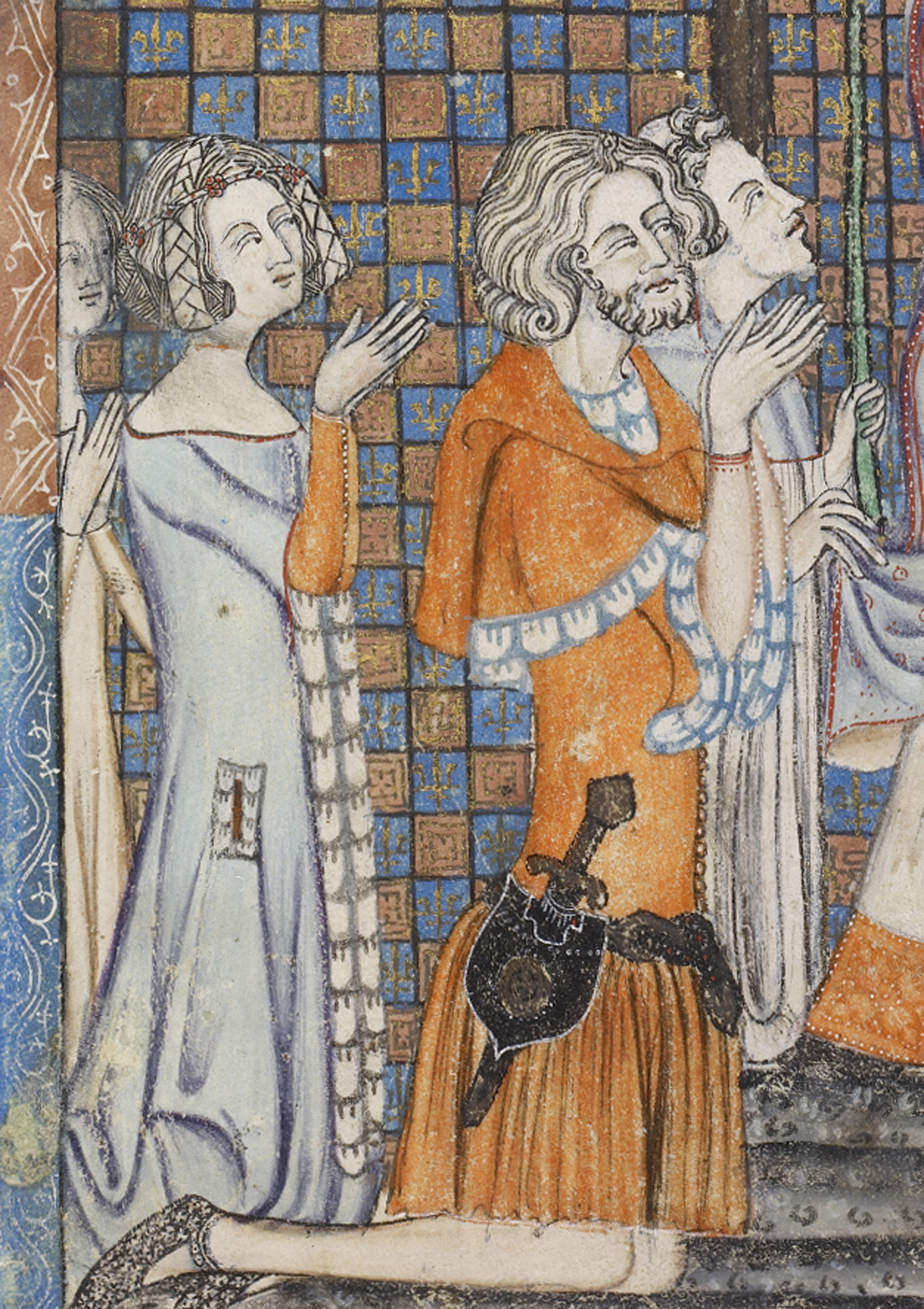
Idade da Cavalaria:1200-1400. A mulher e o homem apresentam como deveriam ser as vestimentas de pessoas comuns, em momento de oração.
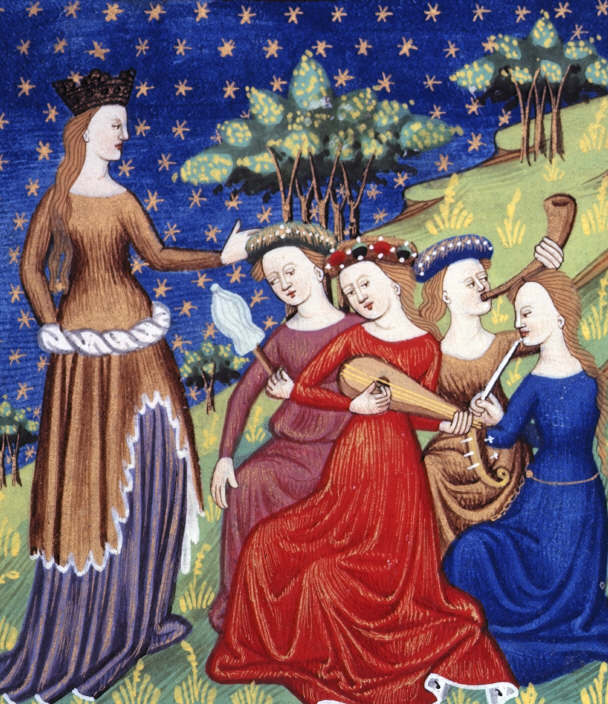
Uma rainha com quatro donzelas que são suas servas, tocando instrumentos.
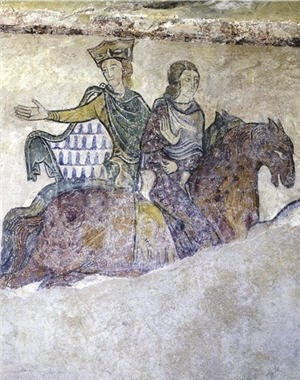
Imagem que retrata Eleonor da Aquitânia, provavelmente, em um cortejo real.
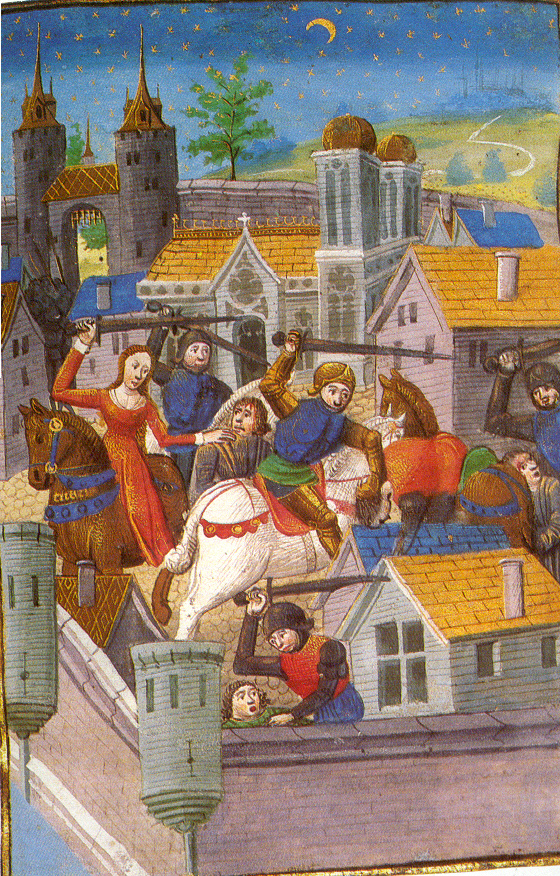
Mulheres lutando ao lado dos guerreiros, ajudando a defender a cidade de ataques.
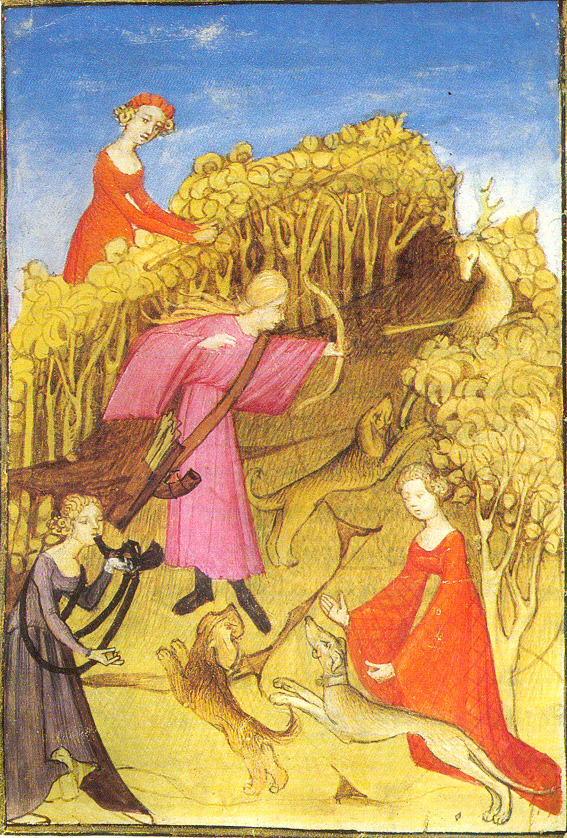
Mulheres caçando.
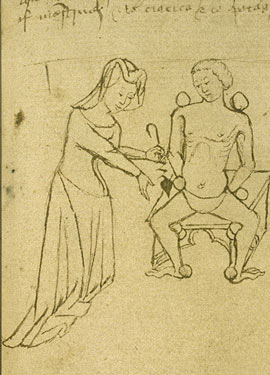
Médica cuidando de um paciente.
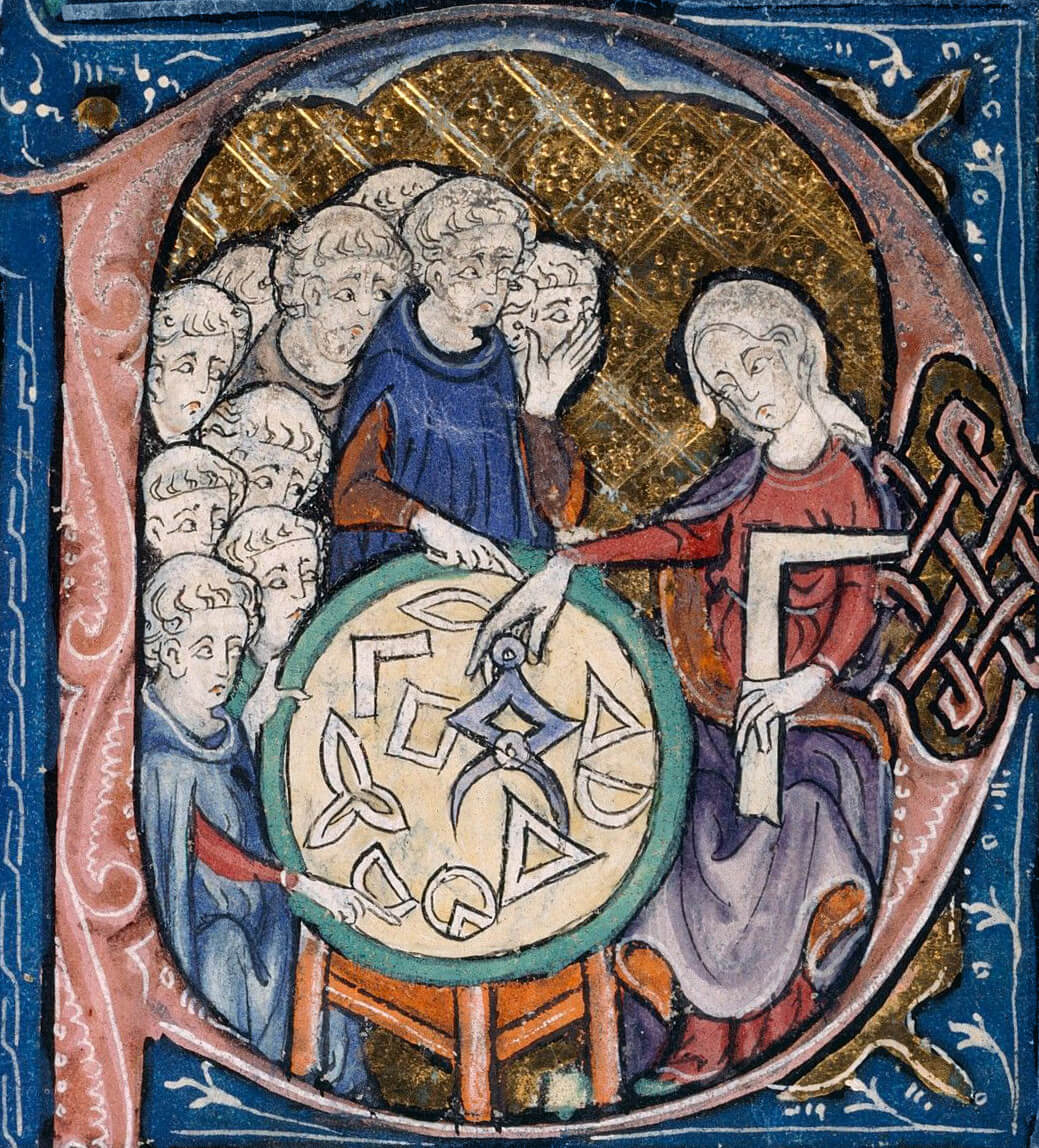
Uma mulher ensinando geometria.
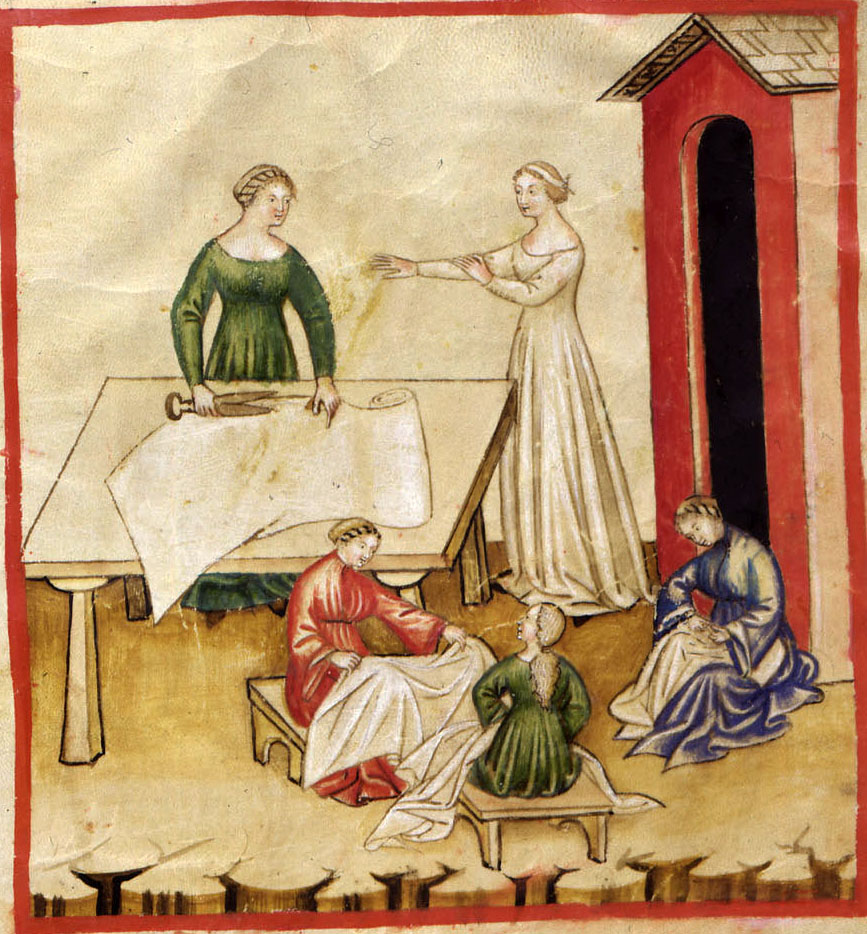
Mulheres trabalhando com linho, em imagem do livro Tacuinum sanitatis.
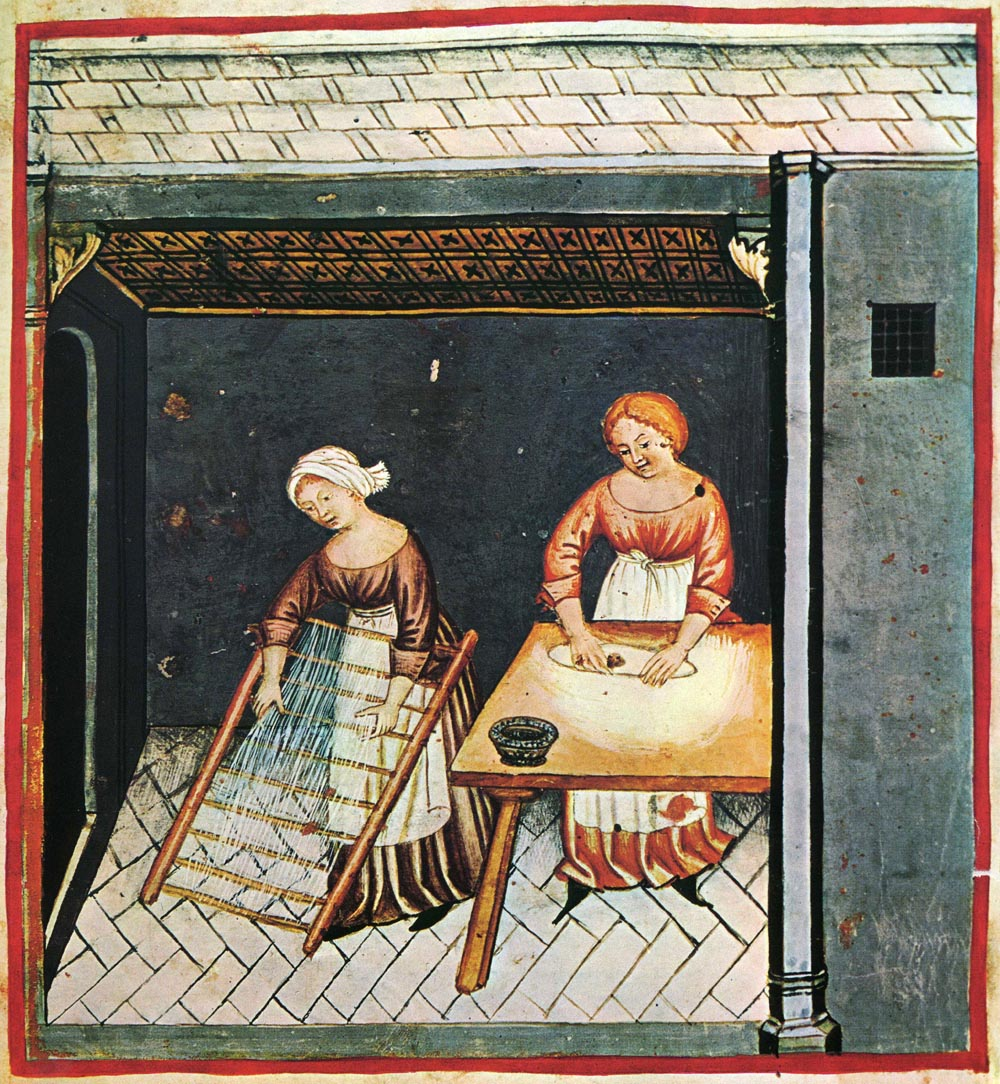
Mulheres preparando macarrão, em imagem do livro Tacuinum sanitatis.